# Takeshita Reo
Reo Takeshita (sinh ngày 4 tháng 10 năm 1995) là một cầu thủ bóng đá người Nhật Bản.

## Sự nghiệp câu lạc bộ
Reo Takeshita đã từng chơi cho AC Nagano Parceiro.